# جریکو، شهرستان وین، پنسیلوانیا
جریکو (به انگلیسی: Jericho) یک منطقهٔ مسکونی در ایالات متحده آمریکا است که در پنسیلوانیا واقع شده‌است. جریکو ۴۸۰ متر بالاتر از سطح دریا قرار دارد.